# 버지니아 오브라이언

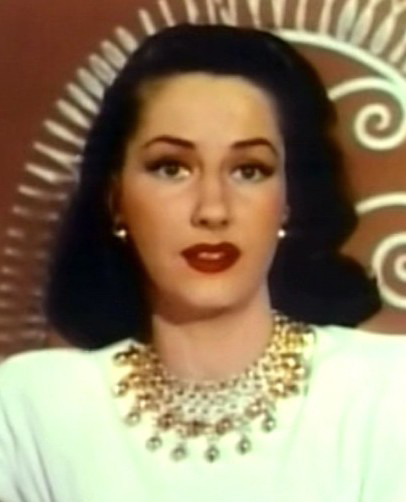

버지니아 오브라이언(Virginia O'Brien, 1919년 4월 18일 ~ 2001년 1월 16일)은 미국의 배우, 가수, 영화배우이다.
로스앤젤레스에서 태어났으며 우들랜드힐스에서 사망하였다. 포리스트 론 메모리얼 파크에 매장되었다.

## 영화
- 거스 (1976년)
- 프란시스 인 더 네이비 (1955년)
- 틸 더 클라우즈 롤 바이 (1946년)
- 그레이트 모건 (1946년)
- 하비 걸 (1946년)
- 지그펠드 폴리스 (1946년)
- 미트 더 피플 (1944년)
- 자매와 수병 (1944년)
- 싸우잰드 치어 (1943년)
- 두 베리 워즈 어 레이디 (1943년)
- 쉽 아호이 (1942년)
- 파나마 해티 (1942년)
- 빅 스토어 (1941년)
- 레이디 비 굿 (1941년)
- 훌라벌루 (1940년)